# Hanno Rund
Hanno Rund (* 26. Oktober 1925 in Schwerin; † 5. Januar 1993 in Tucson, Arizona) war ein deutscher Mathematiker.
Nach der Machtübernahme der Nationalsozialisten im Jahr 1933 verließ die Familie Rund aufgrund ihrer jüdischen Abstammung Deutschland, ging zunächst nach Kenia und dann nach Südafrika, wo Hanno Rund seinen Schulbesuch in Kapstadt fortsetzte. Nach dem Schulabschluss 1942 studierte er an der University of Cape Town. Das Studium schloss er 1946 mit dem Bachelor-Grad ab. 1950 wurde er an der University of Cape Town bei Christian Pauc zum Ph.D. promoviert (Geometry of Finsler spaces considered as generalized Minkowskian spaces). 1952 habilitierte er sich an der Universität Freiburg und war 1952 bis 1954 Dozent an der Universität Bonn. Seit 1954 lehrte er als Professor an der University of Toronto. Danach übernahm er in Südafrika an der University of Natal und der Universiteit van Pretoria weitere Lehraufträge. 1967 wurde er ordentlicher Professor an der University of Witwatersrand in Johannesburg. 1970 übernahm Hanno Rund die Professur und die Leitung der Abteilung Angewandte Mathematik an der University of Waterloo, an der er schon 1964/65 Gastprofessor gewesen war. Ab 1971 war er Professor an der University of Arizona, wo er auch zeitweise der Abteilung Mathematik vorstand. Er war Ehrendoktor der University of Waterloo und der University of Natal.
Hanno Rund befasste sich mit Differentialgeometrie (unter anderem in Finsler- und Minkowskiräumen), Variationsrechnung und Hamiltonschen Systemen sowie anderen Anwendungen der Differentialgeometrie in der mathematischen Physik und insbesondere der Allgemeinen Relativitätstheorie.
Zu seinen Doktoranden gehört David Lovelock (* 1938), ein britischer theoretischer Physiker, der 1961 bei ihm an der University of Natal promovierte.

## Schriften
- The differential geometry of Finsler spaces. Die Grundlehren der mathematischen Wissenschaften in Einzeldarstellungen mit besonderer Berücksichtigung der Anwendungsgebiete, Nr. 101, Springer 1959 (erweiterte russische Ausgabe 1982)
- The Hamilton-Jacobi theory in the calculus of variations: its role in mathematics and physics. Van Nostrand, London 1966, 2. Auflage New York: R. E. Krieger 1973
- Invariant theory of variational problems on subspaces of a Riemannian manifold. Hamburger Mathematische Einzelschriften 5, Göttingen 1971
- mit David Lovelock: Tensors, differential forms, and variational principles. Wiley, New York/N.Y. 1975, Dover 1990 (mit neuem Anhang über globale Geometrie)
- Generalized connections and gauge fields on fibre bundles. Studia mathematica, University of South Africa, Pretoria 1981
- mit David Lovelock: Variational Principles in the General Theory of Relativity. Jahresbericht DMV, Band 74, 1972, S. 1–65.[4]